# Преспа (Бјеловар)
Преспа је насељено место у саставу града Бјеловара, у Бјеловарско-билогорској жупанији, Република Хрватска.

## Становништво
На попису становништва 2011. године, Преспа је имала 511 становника.

## Попис1991.
На попису становништва 1991. године, насељено место Преспа је имало 523 становника, следећег националног састава:
| Попис 1991.‍  | Попис 1991.‍  | Попис 1991.‍ | Попис 1991.‍ | Попис 1991.‍ |
| ------------ | ------------ | ----------- | ----------- | ----------- |
|              |              |             |             |             |
| Хрвати       | Хрвати       |             | 494         | 94,45%      |
| Југословени  | Југословени  |             | 14          | 2,67%       |
| Чеси         | Чеси         |             | 5           | 0,95%       |
| Мађари       | Мађари       |             | 2           | 0,38%       |
| Срби         | Срби         |             | 2           | 0,38%       |
| Словенци     | Словенци     |             | 1           | 0,19%       |
| неопредељени | неопредељени |             | 3           | 0,57%       |
| непознато    | непознато    |             | 2           | 0,38%       |
| укупно: 523  |              |             |             |             |